# LunchTrip
LunchiTrip（ランチトリップ）は、海外旅行が好きな若手社会人のランチ勉強会としてスタートした団体。

## 概要
LunchTripではスタッフをクルー、参加者をパッセンジャーと呼び、特定の国の案内をする人をガイドと呼び、ランチの約2時間半を飛行機内に見立て、都内の異国レストランや大使館を会場とし、その国出身／旅行者のある人のガイドで、特定の国の勉強会を行う。
現在まで約30カ国以上を取り上げており、東京、大阪、福岡、静岡で開催されている。

## メディア出演
- 2013/04/18 産経新聞掲載[1]
- 2013/04/29 文化放送 「お昼もうまいぞお」
- 2013/05/14 東京新聞掲載
- 2013/05/16 NHK「おはよう日本」[2]
- 2013/06/27 J-WAVE 「Tokyo Morning Radio」
- 2013/07/04 J-WAVE 「RENDEZ-VOUS」
- 2013/07/05 ソトコト（木楽舎） 8月号「社会を動かす女子」掲載 [3]
- 2013/07/11 オルタナS 「今月フィリピン、来月インドネシア、ランチトリップで擬似旅行」[4]
- 2013/07/13 テレビ朝日 ポータル [5]